# Носівська волость
Носівська волость — історична адміністративно-територіальна одиниця Ніжинського повіту Чернігівської губернії з центром у містечку Носівка.
Розподіл земель Ніжинського повіту за волостями, 1885
Станом на 1885 рік складалася з єдиного поселення, 5 сільських громад. Населення — 12848 осіб (6164 чоловічої статі та 6684 — жіночої), 2433 дворових господарства.
|                     | Площа, десятин | У тому числі орної, дес. |
| ------------------- | -------------- | ------------------------ |
| Сільських громад    | 14445          | 12937                    |
| Приватної власності | 12923          | 9123                     |
| Іншої власності     | 337            | 210                      |
| Загалом             | 27705          | 22270                    |

Носівка — колишнє державне та власницьке містечко за 28 верст від повітового міста, 12119 осіб, 2433 двори, 7 православних церков, єврейський молитовний будинок, 2 школи, трактир, 22 постоялих будинки, 21 лавка, базари та 3 щорічних ярмарки: масляний, 29 червня, 8 вересня. За версту — винокурний завод. За версту — Носівська залізнична станція.
1899 року у волості налічувалось 8 сільських громад, населення зросло до 19100 осіб (9476 чоловічої статі та 9624 — жіночої).